# 桜交通
株式会社桜交通（さくらこうつう）とは、福島県・宮城県及び東京都を中心として貸切バス・路線バス・高速バス事業を行う会社である。所有するバス1台ごとに桜の品種にちなんだ愛称が付けられており、それが出入口脇に書かれているのが特徴である。子会社として旅行会社のさくら観光がある。
この項目では系列のバス事業者である株式会社AT LINER（アットライナー）、旅バスから譲受した路線「キラキラ号」などについても扱う。

## 事業所

### 株式会社桜交通
- 本社営業所
  - 福島県白河市合戦坂15
- 郡山営業所
  - 福島県郡山市田村町上行合字西川原49-1
- 仙台営業所
  - 宮城県名取市本郷字道清214
  - 2008年（平成20年）11月に移転。給油設備・整備庫を備えている。
- 東京営業所
  - 東京都足立区鹿浜2-2-7 榎本ビル
- 千葉営業所
  - 千葉県市川市塩焼1-2-33 パレスフルタ101
- 神奈川営業所
  - 神奈川県座間市入谷西4-12-22
  - 旧旅バス営業所

### 株式会社AT LINER（アットライナー）
- 代表取締役社長：荒井禎一
- 本社営業所
  - 大阪府大阪市大正区南恩加島5-5-8 C号室
- 名古屋営業所
  - 愛知県名古屋市中川区四女子町4-41
- 神戸営業所
  - 兵庫県神戸市長田区駒ヶ林町6-2-11
- 埼玉営業所
  - 埼玉県さいたま市西区大字水判土字観音前30-1
- 東京営業所（旧富士セービングバス東京営業所）
  - 東京都八王子市宇津木町777番地1
  - 桜交通東京営業所とは業務内容が異なる。

## 歴史
- 1986年（昭和61年）1月 - 設立。
- 2003年（平成15年）12月28日 - 富士交通（当時）が運行していた福島・郡山 - 仙台線に共同運行事業者として参入。
- 2004年（平成16年）9月1日 - 郡山 - 会津若松線運行開始。
- 2005年（平成17年）3月19日 - 白河 - 仙台線運行開始。
- 2005年（平成17年）4月1日 - 郡山 - 会津若松線の運行を休止。
- 2005年（平成17年）6月19日 - 白河 - 仙台線の運行を休止。
- 2005年（平成17年）9月28日 - 東北運輸局より仙台営業所の開設許可を受ける。
- 2005年（平成17年）10月12日 - 福島・郡山 - 仙台線の運行を一時休止。
- 2008年（平成20年）4月1日 - 名取市民バス「なとりん号」のうち、幹線路線の運行を受託。
- 2008年（平成20年）11月 - 仙台営業所移転。
- 2010年（平成22年）7月 - 東京営業所開設。
- 2011年（平成23年）12月 - 若松営業所移転。
- 2011年（平成23年）9月21日 - 系列事業者である株式会社インフォマティックが東京都中央区に設立。
- 2012年（平成24年）6月1日 - 系列事業者である株式会社インフォマティックが大阪市大正区に移転。営業を開始する。
- 2012年（平成24年）7月18日 - 国土交通省がツアーバスを運行する全国の貸切バス会社298社に行った緊急監査において、「乗務時間等の基準が大多数（16件以上）遵守されていない」という法令違反など「重大、悪質な法令違反がある」と指摘される[1]。後に同年12月13日に行われた監査では改善されており[2]、業務はその後も通常通り続けられている。
- 2013年（平成25年）7月29日 - 新高速乗合バスとしての許認可を得る。運行中のツアーバスは7月31日より乗合バスに移行した[3]。
- 2014年（平成26年）7月 - 旅バスが運行していた高速乗合バス「キラキラ号」の運行業務を譲受。
- 2015年（平成27年）4月 - 富士セービングバスが運行していた高速乗合バス「旅の散策」の運行業務を譲受[4]。
- 2017年（平成29年）7月 - インフォマティックが社名変更により株式会社AT LINER（アットライナー）となる。

## 高速バスへの参入と事実上の撤退・再参入
桜交通は、富士交通（当時）が単独で運行していた、福島 - 仙台線・郡山 - 仙台線に共同運行の形で参入した。
同路線は、富士交通の参入以前に、福島交通・JRバス東北・宮城交通（以下既存3社と略す）が運行していた。既存3社は、富士交通への対抗策として、増便・運賃の値下げを繰り返した。これに対抗する形で富士交通も増便・運賃の値下げを繰り返したため、激しい値下げ競争が繰り広げられたが、さらなる増便のため同路線を桜交通と共同運行とし、桜交通が参入するに至った。
当初は既存3社との差別化のため、添乗員同行（乗車券の販売・徴収、ドリンクサービス等）、衛星放送・FMラジオのサービス、新聞・雑誌の設置等既存3社では行っていなかったサービスを行っていた。しかし、価格・便数競争が激化する中で、それらサービスは次々と廃止。通常のワンマン運転となった。
さらに、当初の運行会社であった富士交通は、民事再生法の適用申請により経営破綻（のち帝産富士交通と改称→廃業）後、再建に際して高速バス事業から撤退した。このような経緯から、桜交通の仙台便は無期限の運行休止となった。
一方で、ツアーバスの問題が取り沙汰される中で発生した関越自動車道高速バス居眠り運転事故以降、ツアーバスと路線高速バスを「新高速乗合バス」として一本化することとなり、桜交通及びインフォマティックも2013年（平成25年）7月31日をもって、既存のツアーバスから移行する形で高速乗合バスへ事実上の再参入となった。

## 現行路線

### さくら高速バス
- 新宿 - 盛岡・弘前・青森（夜行）
- 新宿 - 山形・鶴岡・酒田（夜行）
- 新宿 - 仙台・石巻（昼行）
- 新宿・大宮 - 福島・仙台（夜行）
- 二俣新町・東京・大宮 - 郡山・会津若松（夜行）
- 東京 - 須賀川・郡山・福島 / 船引（昼行）
- 新宿 - 白河・須賀川・郡山・福島（夜行）
- 池袋・新宿・東京 - 南相馬・相馬（昼行）
- 新宿 - 富山・高岡・金沢（夜行）
- 新宿 - 名古屋（昼行）
- 新宿 - 岡崎・豊田・名古屋（夜行）
- さいたま新都心・大宮・東京 - 南草津・長岡京・大阪難波（夜行）
- 大宮・東京・横浜 - 南草津・長岡京・大阪梅田・天王寺（夜行）
- 大阪・京都 - 郡山・仙台（夜行）

### キラキラ号

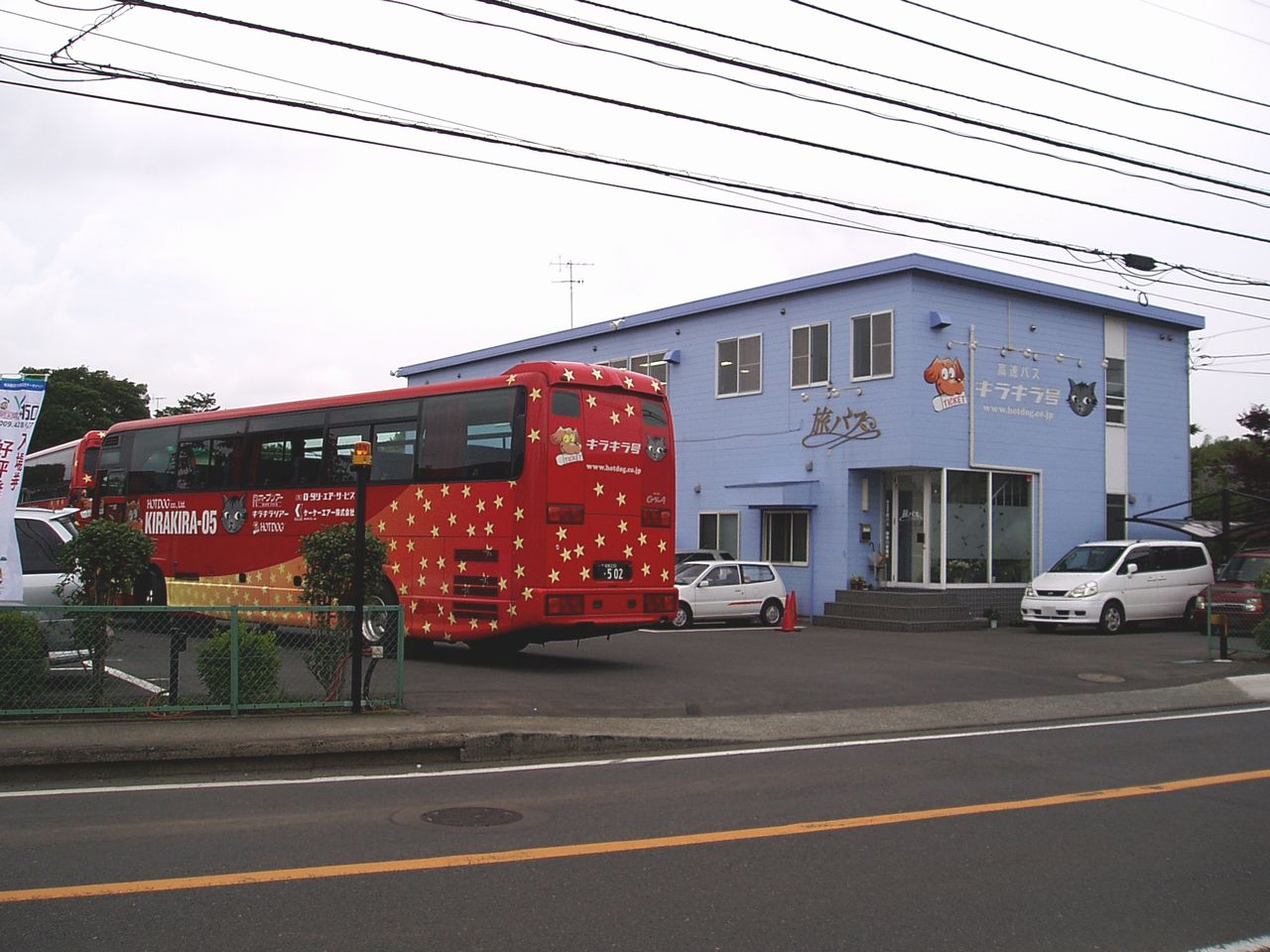
神奈川営業所（神奈川県座間市）

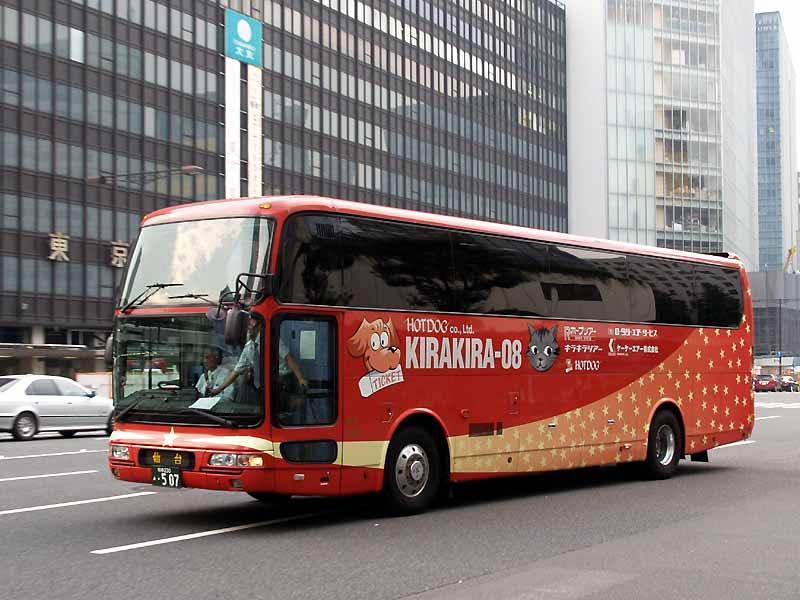
車両（三菱ふそう・エアロクィーンII・神奈川営業所所属）

神奈川営業所（相模ナンバー）が主な担当だが、仙台営業所、若松営業所、千葉営業所でも担当する。また昌栄バスに委託便もあり。
三菱ふそう及びいすゞ自動車製が中心であり、後にヒュンダイ・ユニバースが導入された。赤い車体にマスコットキャラクターである犬の「ペペ」と猫の「ミニミニ」、星の模様が描かれている。車内設備は、トイレなしの横4列×縦10列座席、もしくは「ゆったりトイレ」と称するパウダールーム兼用の広いトイレを設置した横4列×縦9列座席である。当初はスーパーハイデッカー車中心であったが、後にコストダウンのためかハイデッカー車も導入されていた。
車両は旅バスからの事業譲渡にあわせて譲渡され、その業務は旅バス時代を継承している。現在は桜交通が自社で導入した専用車両も在籍している。
- YCAT・バスタ新宿 - 横手・大曲・秋田・能代（夜行）
- 海老名・YACT前・バスタ新宿 - 山形・鶴岡・酒田（夜行）
- 海老名・横浜・新宿 - 仙台・石巻（夜行）仙台営業所
- 海老名・YCAT・バスタ新宿 - 長岡・燕三条・新潟（夜行）
- 海老名（降車のみ）・YCAT・バスタ新宿 - 富山・高岡・金沢・福井（夜行）
- バスタ新宿・YCAT（降車はYCAT前） - 名古屋（夜行）
- バスタ新宿・YCAT - 京都・梅田・難波（乗車は夜行便のみ）（昼行 / 夜行）
- 東京 - 会津若松（昼行）
- 東京 - 須賀川・郡山（昼行）
- 新宿 - 福島・仙台（夜行）

### 散策バス
かつて富士セービングバスが運行していた「旅の散策」のうち、桜交通及びインフォマティック名古屋営業所が引き継いだ路線。
- 東京 - 名古屋
- 東京 - 仙台

### 送迎バス
- 仙台・福島 - 大江戸温泉物語東山グランドホテル（運行受託）
- 新潟・新津 - 大江戸温泉物語東山グランドホテル（運行受託）

## 過去路線

### 高速バス
- 福島 - 仙台（富士交通と共同運行）

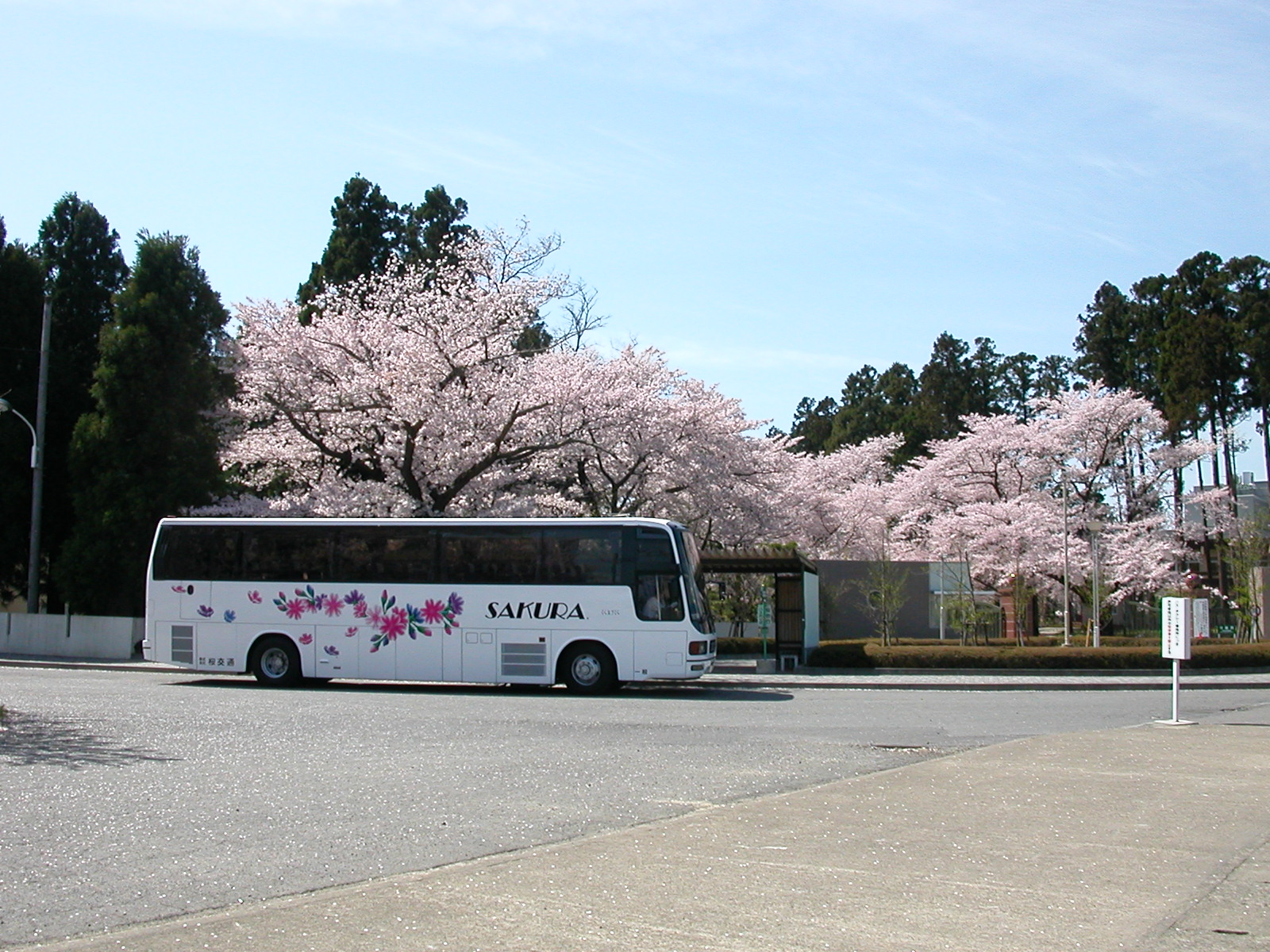
日大工学部で発車を待つ、桜交通高速バス（郡山 - 仙台:休止）

  - 福島競馬場前 - 福島県庁前 - 福島駅東口 - 福島中央郵便局 - 稲荷田 - 原田東 - 天王下 - （福島飯坂IC） - （東北自動車道） - （仙台宮城IC） - 広瀬通一番町 - 仙台駅前（乗車は宮城交通高速バスのりばの隣 / 降車は東五番丁通りUFJ銀行（当時）前。以下同じ） - 仙台駅東口
  - 福島県庁前 - 福島駅東口 - 福島駅西口 - 西部交番前 - 野田町サンクス前 - テレビユー福島本社前 - 森合団地 - 原田東 - 天王下 - （福島飯坂IC） - （東北自動車道） - （仙台宮城IC） - 広瀬通一番町 - 仙台駅前 - 仙台駅東口
- 郡山 - 仙台（富士交通と共同運行）
  - 日大工学部前 - 森永工場前 - 桜交通前 - 中央工業団地 - 方八町一丁目 - 郡山駅前（福島交通「中央大町」バス停近く） - 虎丸・はまつ前 - ザ・モール郡山前 - 郡山市役所 - 桑野三丁目 - コパル前 - （郡山IC） - （東北自動車道） - （仙台宮城IC） - 広瀬通一番町 - 仙台駅前 - 仙台駅東口
- 郡山 - 会津若松
  - 合庁前（合同庁舎前） - 神明通り - 会津サティ前 - 会津大学 - 会津アピオ - （会津若松IC） - （磐越自動車道・東北自動車道） - （郡山IC） - コパル前 - 桑野三丁目 - 郡山市役所 - ザ・モール前 - 虎丸・はまつ前 - 郡山駅前
- 白河 - 仙台

### ツアーバス

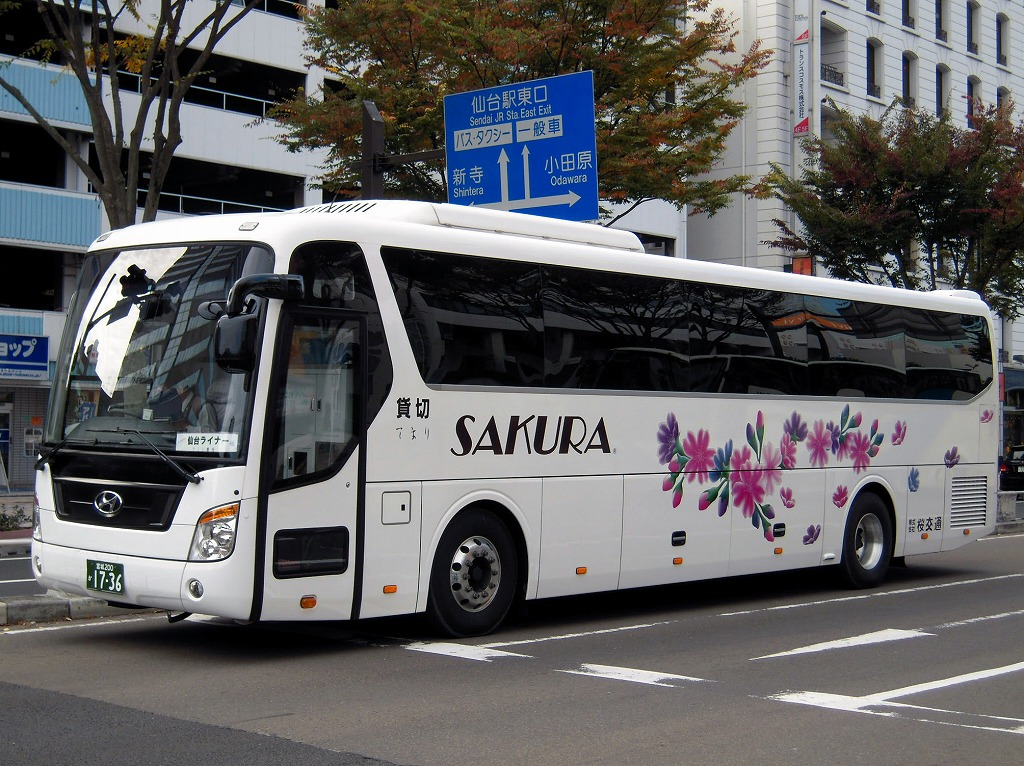
旧ツアーバス時代の仙台ライナー

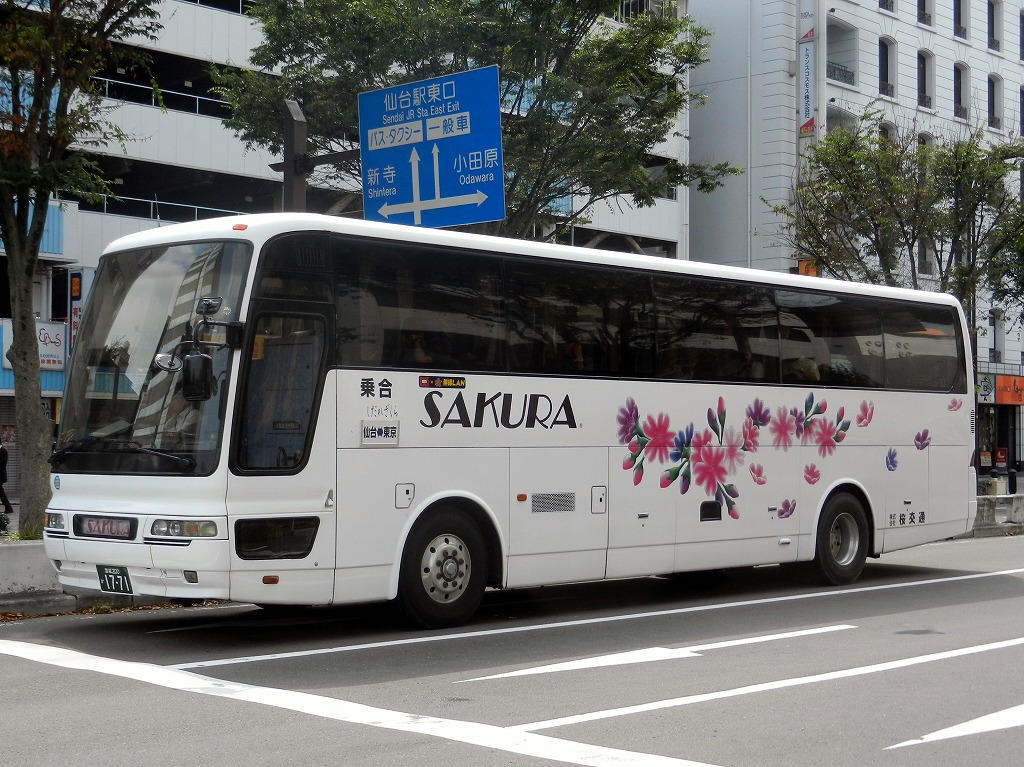
さくら高速バス

かつてはグループ会社のさくら観光が企画し、主に桜交通が運行を担う、一般乗合免許により運行される高速バス（路線バス形態）と違ったツアーバス（企画旅行形態）を運行していた。そのため経路・料金等で柔軟な設定ができ、運賃も競合する高速路線バスと比べて割安に設定されている場合が多い。
ただツアーバス全体の安全性が問題になったこともあり、2013年（平成25年）8月に新高速乗合バス制度として従来の高速乗合バスと一本化された。これにより、さくら観光が企画するツアーバスから、桜交通及びインフォマティック他が運行する高速乗合バスに移行した。
福島県内（福島・郡山・会津若松）と東京都内を結ぶ便が主力で、他の新高速乗合バスと比べて昼行便が多い所に特徴がある。

## 車両
さくら交通はいすゞ自動車製が主体で、三菱ふそう製も保有している。
路線バスはいすゞ自動車と三菱ふそう製の車両を保有。移籍車は伊丹市交通局や姫路市交通局から神姫バスなどから譲渡された車両を保有する。
- 主力車種 - いすゞ・エルガミオ